# Campeonato Mundial de Atletismo de 2022 - 5000 m feminino
A competição dos 5000 metros feminino no Campeonato Mundial de Atletismo de 2022 foi realizada no estádio Hayward Field, em Eugene, nos Estados Unidos, entre os dias 20 a 23 de julho de 2022.

## Recordes
Antes da competição, os recordes eram os seguintes:
| Recorde mundial                               | Letesenbet Gidey (ETH) | 14:06.62 | Valência, Espanha           | 7 de outubro de 2020    |
| Recorde do campeonato                         | Hellen Obiri (KEN)     | 14:26.72 | Doha, Catar                 | 5de outubro de 2019     |
| Melhor marca do ano                           | Ejgayehu Taye (ETH)    | 14:12.98 | Eugene, Estados Unidos      | 27 de maio de 2022      |
| Recorde da África                             | Letesenbet Gidey (ETH) | 14:06.62 | Valência, Espanha           | 7 de outubro de 2020    |
| Recorde da Ásia                               | Jiang Bo (CHN)         | 14:28.09 | Xangai, China               | 23 de outubro de 1997   |
| Recorde da América do Norte, Central e Caribe | Shelby Houlihan (USA)  | 14:23.92 | Portland, Estados Unidos    | 10 de julho de 2020     |
| Recorde da América do Sul                     | Simone da Silva (BRA)  | 15:18.85 | São Paulo, Brasil           | 20 de maio de 2011      |
| Recorde da Europa                             | Sifan Hassan (NED)     | 14:22.12 | Londres, Grã Bretanha       | 21 de julho de 2019     |
| Recorde da Oceania                            | Kim Smith (NZL)        | 14:39.89 | Nova Iorque, Estados Unidos | 27 de fevereiro de 2009 |

## Medalhistas
| Ouro               | Prata                 | Bronze             |
| Gudaf Tsegay (ETH) | Beatrice Chebet (KEN) | Dawit Seyaum (ETH) |

## Tempo de qualificação
| Tempo de qualificação. |
| ---------------------- |
| 15:10.00               |

## Calendário
| Data        | Horário | Fase          |
| ----------- | ------- | ------------- |
| 20 de julho | 16:25   | Eliminatórias |
| 23 de julho | 18:25   | Final         |

Todos os horários estão no horário local (UTC-7)

## Resultados

### Eliminatórias
Qualificação: Os cinco primeiros de cada bateria (Q) e os cinco melhores tempos (q) das eliminatórias.
| Pos. | Bateria | Atleta                      | Nacionalidade  | Tempo    | Notas                |
| ---- | ------- | --------------------------- | -------------- | -------- | -------------------- |
| 1    | 2       | Letesenbet Gidey            | Etiópia        | 14:52.27 | Q                    |
| 2    | 2       | Caroline Chepkoech Kipkirui | Cazaquistão    | 14:52.54 | Q,                   |
| 3    | 1       | Gudaf Tsegay                | Etiópia        | 14:52.64 | Q                    |
| 4    | 2       | Sifan Hassan                | Países Baixos  | 14:52.89 | Q,                   |
| 5    | 1       | Dawit Seyaum                | Etiópia        | 14:53.06 | Q                    |
| 6    | 2       | Karoline Bjerkeli Grøvdal   | Noruega        | 14:53.07 | Q                    |
| 7    | 2       | Elise Cranny                | Estados Unidos | 14:53.20 | Q                    |
| 8    | 1       | Beatrice Chebet             | Quênia         | 14:53.34 | Q,                   |
| 9    | 1       | Margaret Chelimo Kipkemboi  | Quênia         | 14:53.45 | Q,                   |
| 10   | 2       | Gloria Kite                 | Quênia         | 14:53.62 | q,                   |
| 11   | 1       | Karissa Schweizer           | Estados Unidos | 14:53.69 | Q,                   |
| 12   | 2       | Eilish McColgan             | Grã-Bretanha   | 14:56.47 | q,                   |
| 13   | 2       | Jessica Judd                | Grã-Bretanha   | 14:57.64 | q                    |
| 14   | 2       | Nozomi Tanaka               | Japão          | 15:00.21 | q,                   |
| 15   | 1       | Emily Infeld                | Estados Unidos | 15:00.98 | q,                   |
| 16   | 1       | Ririka Hironaka             | Japão          | 15:02.03 | Recorde da temporada |
| 17   | 2       | Alina Reh                   | Alemanha       | 15:13.92 |                      |
| 18   | 2       | Laura Galván                | México         | 15:15.92 |                      |
| 19   | 1       | Konstanze Klosterhalfen     | Alemanha       | 15:17.78 |                      |
| 20   | 2       | Mariana Machado             | Portugal       | 15:18.09 | Recorde pessoal      |
| 21   | 1       | Maureen Koster              | Países Baixos  | 15:18.17 |                      |
| 22   | 1       | Sarah Lahti                 | Suécia         | 15:26.05 |                      |
| 23   | 2       | Esther Chebet               | Uganda         | 15:26.40 |                      |
| 24   | 1       | Rahel Daniel                | Eritreia       | 15:31.03 |                      |
| 25   | 1       | Amy-Eloise Markovc          | Grã-Bretanha   | 15:31.62 | Recorde da temporada |
| 26   | 2       | Selamawit Teferi            | Israel         | 15:44.30 | Recorde da temporada |
| 27   | 2       | Rose Davies                 | Austrália      | 15:45.95 |                      |
| 28   | 1       | Caster Semenya              | África do Sul  | 15:46.12 |                      |
| 29   | 2       | Joselyn Daniely Brea        | Venezuela      | 15:46.75 | Recorde da temporada |
| 30   | 1       | Kaede Hagitani              | Japão          | 15:53.39 |                      |
| 31   | 2       | Parul Chaudhary             | Índia          | 15:54.03 |                      |
| 32   | 1       | Florencia Borelli           | Argentina      | 16:06.36 |                      |
| 33   | 2       | Sara Benfares               | Alemanha       | 16:34.23 |                      |
| 34   | 1       | Edymar Brea                 | Venezuela      | 16:41.32 |                      |
| 35   | 2       | Gracelyn Larkin             | Canadá         | 16:48.78 |                      |
|      | 1       | Camilla Richardsson         | Finlândia      |          | DNF                  |
|      | 1       | Natalie Rule                | Austrália      |          | DNF                  |

### Final
A final ocorreu dia 23 de julho às 18:25.
| Pos.              | Atleta                      | Nacionalidade  | Tempo    | Notas                |
| ----------------- | --------------------------- | -------------- | -------- | -------------------- |
| Medalha de ouro   | Gudaf Tsegay                | Etiópia        | 14:46.29 |                      |
| Medalha de prata  | Beatrice Chebet             | Quênia         | 14:46.75 | Recorde da temporada |
| Medalha de bronze | Dawit Seyaum                | Etiópia        | 14:47.36 |                      |
| 4                 | Margaret Chelimo Kipkemboi  | Quênia         | 14:47.71 | Recorde da temporada |
| 5                 | Letesenbet Gidey            | Etiópia        | 14:47.98 |                      |
| 6                 | Sifan Hassan                | Países Baixos  | 14:48.12 | Recorde da temporada |
| 7                 | Caroline Chepkoech Kipkirui | Cazaquistão    | 14:54.80 |                      |
| 8                 | Karoline Bjerkeli Grøvdal   | Noruega        | 14:57.62 |                      |
| 9                 | Elise Cranny                | Estados Unidos | 14:59.99 |                      |
| 10                | Gloria Kite                 | Quênia         | 15:01.22 |                      |
| 11                | Eilish McColgan             | Grã-Bretanha   | 15:03.03 |                      |
| 12                | Nozomi Tanaka               | Japão          | 15:19.35 |                      |
| 13                | Jessica Judd                | Grã-Bretanha   | 15:19.88 |                      |
| 14                | Emily Infeld                | Estados Unidos | 15:29.03 |                      |
| -                 | Karissa Schweizer           | Estados Unidos | DNF      |                      |

Legenda
| Recorde mundial       | Recorde mundial (World record)               |                       | Recorde africano                      | Recorde africano (African) |                                           | Q | Classificado por posição (Qualified) |
| Recorde do campeonato | Recorde do campeonato (Championship record)  | Recorde da América    | Recorde da América (Americas)         | q                          | Classificado por melhor tempo (Qualified) |   |                                      |
| Melhor marca do ano   | Melhor marca do ano (World leading)          | Recorde asiático      | Recorde asiático (Asian)              | DNS                        | Não largou (Did not start)                |   |                                      |
| Recorde nacional      | Recorde nacional (National record)           | Recorde europeu       | Recorde europeu (European)            | DNF                        | Não terminou (Did not finish)             |   |                                      |
| Recorde pessoal       | Recorde pessoal do atleta (Personal best)    | Recorde da Oceania    | Recorde da Oceania (Oceania)          | DSQ / DQ                   | Desclassificado (Disqualified)            |   |                                      |
| Recorde da temporada  | Recorde da temporada do atleta (Season best) | Recorde sul-americano | Recorde sul-americano (South America) | NM                         | Sem marca (No mark)                       |   |                                      |